# Alberto Sironi
Alberto Sironi (Busto Arsizio, 7 de agosto de 1940 - Asís, 5 de agosto de 2019) fue un director y guionista italiano, famoso sobre todo por haber dirigido los episodios de la serie de televisión Il commissario Montalbano desde 1999 hasta su muerte.

## Biografía
Se formó en la escuela de arte dramático del Piccolo Teatro de Milán, dirigida por Giorgio Strehler y Paolo Grassi. Tras varias experiencias teatrales en el Piccolo, en los años setenta comienza a colaborar con la Rai. Colabora con redacciones deportivas, en particular con Beppe Viola.
En 1978 fue guionista y director de dos series de televisión basadas en la colección de cuentos Il centodelitti de Giorgio Scerbanenco.
Entre 1987 y 1990 escribió la historia original de la serie de televisión Eurocops y dirigió tres episodios. En 1995 dirigió Il grande Fausto para la Rai 1, una ficción biográfica en dos episodios sobre Fausto Coppi. Al mismo tiempo, escribe y dirige algunos radionovelas, entre ellas Rimorsi, en ochenta episodios.
De nuevo para la Rai, en 1998, dirigió Una sola debole voce.
Desde finales de los noventa ha dirigido los episodios de la famosa ficción de la Rai Il commissario Montalbano, inspirada en el protagonista de las novelas de Andrea Camilleri. Aún en el tema de la ficción criminal italiana, en 2005 dirigió una ficción en dos partes basada en los thrillers legales de Gianrico Carofiglio: L'avvocato Guerrieri - Testimone inconsapevole y L'avvocato Guerrieri - Ad occhi chiusi.
También dirigió Il furto del tesoro, Salvo D'Acquisto y Pinocchio con el actor británico Bob Hoskins.
Murió el 5 de agosto de 2019, dos días antes de cumplir 79 años, luego de una larga enfermedad.

## Filmografía

### Director
- Quattro delitti - miniserie de TV, 2 episodios (1979)
- Poco a poco - Miniserie de TV, 2 episodios (1980)
- Eurocops - Serie de televisión, 5 episodios (1987-1990)
- Il grande Fausto - telefilm (1995)
- Una sola debole voce - Telefilm (1999)
- Il commissario Montalbano - Serie de TV, 36 episodios (1999-2020)
- Il furto del tesoro - miniserie de TV (2000)
- Salvo D'Acquisto - Película de televisión (2003)
- Virginia, la monaca di Monza - telefilm (2004)
- L'avvocato Guerrieri - Testimone inconsapevole - Película para televisión (2007)
- Pinocchio - Miniserie de TV (2008)
- Eroi per caso - Película de televisión (2011)

### Guionista
- Quattro delitti - miniserie de televisión (1979)
- Eurocops - Serie de TV, 2 episodios (1988-1990)
- Il grande Fausto - miniserie de TV (1995)